# 伯爵宮站
伯爵宮站（英語：Earl's Court tube station）是英國倫敦地鐵的一個車站，位於肯辛頓-切爾西區。伯爵宮是區域線之樞紐，和皮卡迪利線的交會車站，票價位於旅遊卡1區和2區的交界點。

## 位置
伯爵宮站有兩個出入口，分別位於 A3220 公爵法院路（Earls Court Road）與沃里克路（Warwick Road）。車站坐落於一個中等規模的商業區內，鄰近亦有一些住宅區與住宿區，例如 Nevern Square 與 Philbeach Gardens。這是距離布帕克倫威爾醫院（Bupa Cromwell Hospital）與 Tesco 最近的地鐵站，並曾鄰接現已拆除的伯爵宮展覽中心。 此站位於伯爵宮村（Earl's Court Village）與伯爵宮花園（Earl's Court Gardens）地區。
自 1951 年以來，倫敦地鐵路線圖上的車站名稱一直保留撇號書寫形式。在此之前，地鐵圖上對標點符號的使用並不一致。 無論是車站名稱或當地地區名稱，在英國地形測量局的地圖上始終有撇號標記， 但在A–Z街道地圖集（Geographers' A–Z Street Atlas）中則未使用撇號。

## 歷史
1869年4月12日，格洛斯特路至西布朗普頓站開通，但此站並沒有啟用。
1871年10月30日，本站正式開通。
1878年2月1日，本站西移。

## 班次
密度：
每10分鐘：溫布頓－埃奇威爾路/塔山（每20分鐘延長至柏京）

里奇蒙/伊靈大道往上敏斯特

每15分鐘：肯辛顿(奥林匹亚)往肯辛頓高街

## 交通接駁
倫敦公車的白天與夜間路線皆有停靠伯爵宮地鐵站。

## 外部連結
- London Transport Museum Photographic Archive（页面存档备份，存于）
  - Future site of Earl's Court station during construction of West Brompton extension, 1867. Glass roof of Gloucester Road station is visible in distance.
  - The new Earl's Court station, 1878
  - District line platforms, 1896
  - Warwick Road entrance, 1927
  - Warwick Road entrance, 1937
  - Interior of Warwick Road entrance, 1937
  - View of station from roof of Exhibition hall, 1937
  - Earls Court Road entrance, 1959
- British History Online — Warwick Road entrance, 1907 （页面存档备份，存于）